# 1173
1173 (MCLXXIII) fue un año común comenzado en lunes del calendario juliano.

## Acontecimientos
- 21 de febrero: El papa Alejandro III canoniza al inglés Tomás Becket cuya tumba comienza a ser objeto de peregrinaciones.
- 9 de agosto: Se inicia la construcción de la Torre de Pisa.

### Sin fecha
- Rebelión de Enrique, Ricardo Corazón de León y Godofredo, hijos de Enrique II de Inglaterra contra su padre. Promovido por Leonor de Aquitania

## Fallecimientos
- 15 de octubre, Petronila, reina de Aragón.
- Eufrosina de Pólatsk, monja ortodoxa bielorrusa.
- Benjamín de Tudela, viajero y escritor navarro.